# Manilkara discolor
Manilkara discolor är en tvåhjärtbladig växtart som först beskrevs av Otto Wilhelm Sonder, och fick sitt nu gällande namn av James Hatton Hemsley. Manilkara discolor ingår i släktet Manilkara och familjen Sapotaceae. Inga underarter finns listade i Catalogue of Life.